# 綠 (墨田區)
綠（日语：／ Midori */?）是東京都墨田區的町名。現行行政地名為綠一丁目至綠四丁目。2013年8月1日為止的人口有11,182人。郵遞區號為130-0021。

## 地理
綠位在墨田區西南部，屬本所地域。約在墨田區役所南方1.5公里處。北鄰龜澤、東與江東橋之間以大橫川為界，南與立川之間以豎川為界，西接兩國。町域北邊是JR鐵路路廊，南邊為豎川，河上是首都高速道路高架橋。此外東邊為都道，西邊為大橫川，町域中央有東西向的國道。町域從西開始為綠一丁目、二丁目、三丁目，三目通以東為四丁目。

### 河川
- 大橫川
- 豎川

## 歷史
江戶時代明曆大火後，本所一帶開始進行開拓整地。元祿元年（1689年）設立「綠町」。當時分綠町一丁目至五丁目。
明治時代，綠町範圍是達現在北齋通的南割下水。現在北齋通龜澤二丁目附近的公園稱作「綠町公園」。昭和時代。南割下水至國鐵總武線高架間劃入龜澤，三目通以東編入綠町。第二次世界大戰的東京大空襲時的火災造成町內幾乎燒毀，僅剩鋼筋水泥造的東京市綠國民學校等部分建物殘留。戰後，綠町更名為「綠」。綠町內原以工廠為主，近年陸續關閉，人口開始減少。但在陸續改建為公寓後，人口逐漸回溫。

### 地名由來
古時松樹眾多綠意盎然而得名。

### 史蹟
- 小林一茶舊居跡（綠一丁目）
- 壽座跡（綠二丁目）

## 交通

### 巴士
町域內有「綠一丁目」、「綠二丁目」、「綠三丁目」巴士站。
以下路線由東京都交通局運行。
- 業10系統（三目通）
- 錦27系統（主要在京葉道路）
- 兩28系統（主要在京葉道路）
- 門33系統（清澄通）

### 道路、橋梁
道路
- 首都高速道路
  - 7號小松川線
- 國道
  - 14號（京葉道路）
- 都道
  - 319號環狀三號線（三目通）
  - 463號上野月島線（清澄通）

橋梁
- 大橫川
  - 江東橋（國道14號 <京葉道路> ）
  - 撞本橋
- 豎川
  - 二之橋（都道463號線 <清澄通> ）
  - 西豎川橋
  - 豎川橋
  - 新豎川橋
  - 三之橋（都道319號線 〔三目通〕）
  - 菊花橋

## 設施
- 墨田區役所綠出張所（綠三丁目）
- 墨田區立綠小學校（綠二丁目）
- 墨田區立綠圖書館
- 兩國綠診所（綠一丁目）

町內沒有中學校，學區分屬橫網的墨田區立兩國中學校（綠一丁目至三丁目）與龜澤的墨田區立豎川中學校（綠四丁目）。

## 備註
1. ↑  墨田区世帯人口現況8月分[永久]

## 外部連結
- 墨田區官方網站 （页面存档备份，存于）